# Zadnia Spiska Turniczka
Zadnia Spiska Turniczka (słow. Zadná Mačacia veža, niem. Schwarzer Turm, Hinterer Katzenturm, węg. Feketetorony, Hátsó Macskatorony) – turnia w południowo-zachodniej grani Spiskiej Grzędy w słowackiej części Tatr Wysokich. Jest pierwszym od góry wzniesieniem w tej grani i jedną z dwóch Spiskich Turniczek. Od Spiskiej Grzędy na północnym wschodzie, w długiej bocznej grani Wyżniego Baraniego Zwornika, oddzielona jest Wyżnią Spiską Przełączką, natomiast od strony południowo-zachodniej graniczy ze Skrajną Spiską Turniczką, przed którą wyróżnia się w grani Pośrednią Spiską Przełączkę, Spiskie Czuby i Spiską Przełączkę.
Turnia jest wyłączona z ruchu turystycznego. Jej północno-zachodnie stoki opadają do górnej części Baraniego Ogrodu w Dolinie Pięciu Stawów Spiskich, północno-wschodnie do Wyżniego Spiskiego Kotła, natomiast południowo-wschodnie – do Pośredniego Spiskiego Kotła. Najdogodniejsze drogi dla taterników prowadzą na wierzchołek z Wyżniej Spiskiej Przełączki oraz ze Spiskiego Kotła od strony południowo-wschodniej.
Dawniej stosowano dla Zadniej Spiskiej Turniczki słowackie nazwy Zadná Mačia veža i Čierna veža.
Pierwsze wejścia:
- letnie – József Déry i przewodnik Johann Hunsdorfer senior, 21 lipca 1896 r.,
- zimowe – Gyula Komarnicki, 6 lutego 1916 r.[1]